# Bertha thoe Schwartzenberg
Bertha Koster-thoe Schwartzenberg en Hohenlansberg (* 8. Januar 1891 in Rothenburg/Oberlausitz; † 31. August 1993 in Hilversum) war eine niederländische Bildhauerin.

## Leben und Werk
Bertha thoe Schwartzenberg en Hohenlandsberg wurde am 8. Januar 1891 in Rothenburg/Oberlausitz geboren. Sie war ein Mitglied des Adelsgeschlechts thoe Schwartzenberg en Hohenlandsberg. Ihr Vater war der Wirtschaftswissenschaftler Henri Lodewijk Johan Onuphrius Baron von Schwartsenberg und Hohenlansberg und ihre Mutter Gijsbertha Jacoba Godelieve van der Linden, sie hatte sechs Geschwister. Ihr Vater, ein gebürtiger Friese, besaß ein Gut in Schlesien. Thoe Schwartzenberg verbrachte einen Teil ihrer Kindheit bei einer Tante in Hilversum, die ihr ein Atelier bauen ließ und ihr Interesse an der Bildhauerei weckte. Ab 1906 erhielt sie Privatunterricht beim Bildhauer Joseph Mendes da Costa. Später Zeichenunterricht beim Maler Klaas Koster (1885–1969). Zusammen mit Koster nahm sie Unterricht bei Henk Beerder. Sie war Mitglied der Künstlervereinigung Arti et Amicitiae in Amsterdam, der Vereeniging van Beeldende Kunstenaars Laren-Blaricum und der Vereniging van Beeldende Kunstenaars in Hilversum.
Im Jahr 1918 war Thoe Schwartzenberg an der Gründung des Niederländischen Bildhauerkreises beteiligt. 1920 heiratete sie Koster, das Paar ließ sich in Hilversum nieder. Ihr Werk war figurativ und besteht hauptsächlich aus Porträts, Tierskulpturen und Figurenstudien. Sie signierte ihre Arbeit mit „BS“. Da in ihren Kreisen Frauen nicht für ihren Lebensunterhalt sorgten, verkaufte sie ihre Werke nicht, auch wenn sie regelmäßig ausstellte.
Thoe Schwartzenberg starb am 31. August 1993 im Alter von 102 Jahren in Hilversum.